# Pharisäer

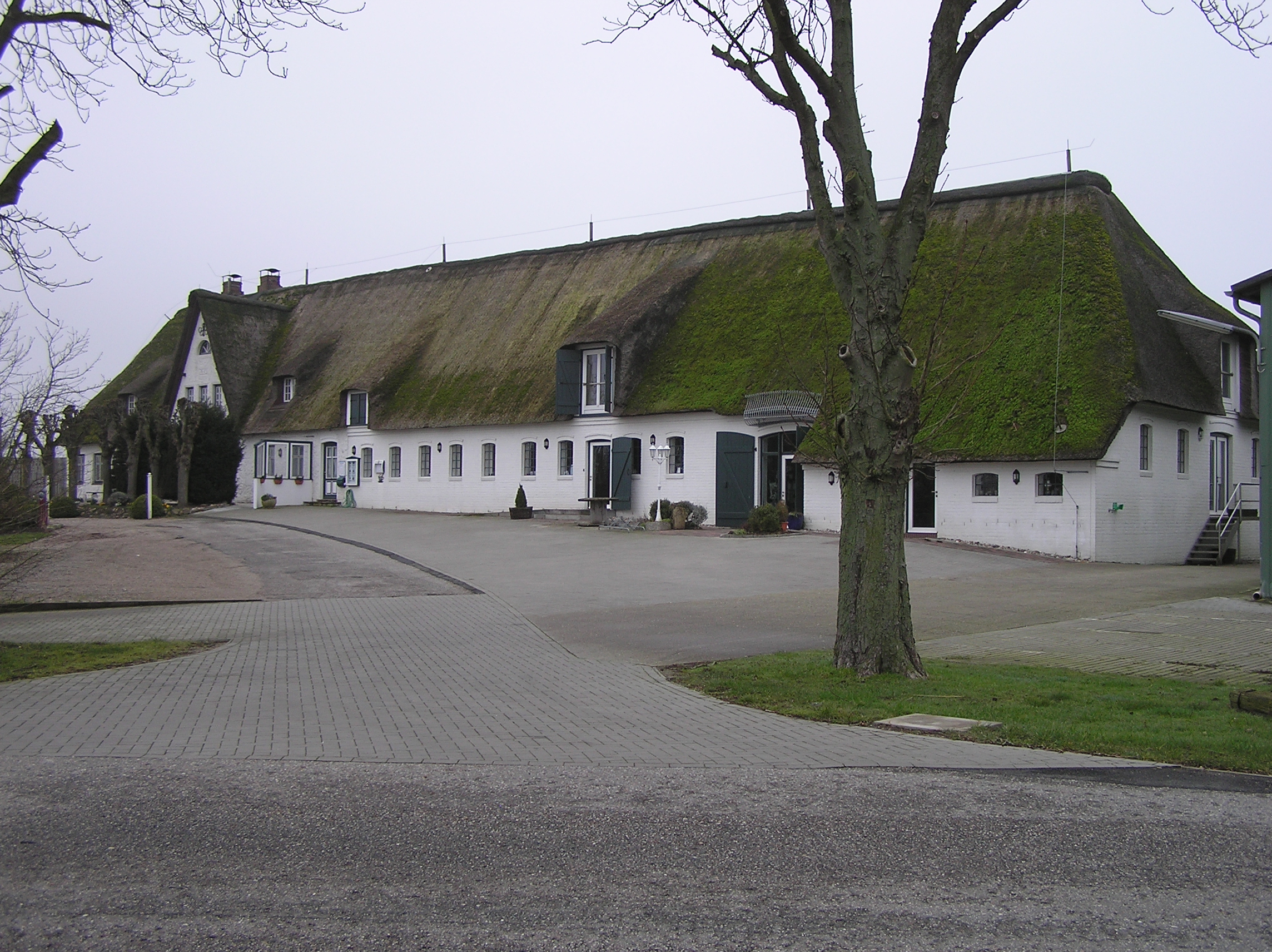
La «Granja Farisea» (Der Pharisäerhof)

El Pharisäer (en alemán significa ‘fariseo’) es una bebida alcohólica muy similar al café irlandés que se suele tomar caliente. Es una mezcla de ron, café y nata servidos en una taza especial. Se trata de una bebida muy frecuente en el norte de Alemania y más en concreto en las islas Frisias y Schleswig-Holstein.

## Preparación y modo de servir
Para elaborar el Pharisäer se prepara café (⅛ de litro) y se vierte en una taza junto con cuatro centilitros de ron (Jamaica o Jamaica al 54 %). Se aconseja calentar previamente la taza con agua caliente, o con vapor de una cafetera exprés. Se añade el azúcar y se agita. Finalmente, se vierte la nata y se sirve. No es aconsejable agitar este café con la nata: se debe beber con esta flotando en la superficie.

## Historia
El Pharisäer fue preparado por primera vez en una granja de la isla alemana Nordstrand (‘Playa del Norte’) en Frisia septentrional (en el oeste de Schleswig-Holstein) durante un bautismo en el año de 1872. En esta fiesta, el café sirvió para esconder el ron porque no se debían tomar bebidas alcohólicas durante el bautismo. Cuando el pastor Georg Bleyer descubrió el olor alcohólico en casi todas las tazas llenas de café (y de ron) a excepción de su propia taza, les dijo a los comensales: Oh, ihr Pharisäer (‘¡Ah, vosotros, fariseos!’).